# Tradhof
Tradhof ist ein Ortsteil der Gemeinde Dieterskirchen im Oberpfälzer Landkreis Schwandorf (Bayern).

## Geographische Lage
Tradhof liegt ungefähr drei Kilometer südlich von Dieterskirchen und etwa einen Kilometer östlich der Staatsstraße 2398 am Nordrand eines ausgedehnten Waldgebietes mit dem Alten Thannstein (635 m), dem Knock (667 m), der Platte (616 m) und dem Warnberg (568 m).

## Geschichte
Zum Stichtag 23. März 1913 (Osterfest) wurde Tradhof als Teil der Pfarrei Dieterskirchen mit einem Haus und 11 Einwohnern aufgeführt.
Tradhof wurde 1964 als Ortsteil der Gemeinde Bach verzeichnet. Als die Gemeinde Bach 1975 aufgelöst wurde, gelangte Tradhof zur Gemeinde Dieterskirchen.
Am 31. Dezember 1990 hatte Tradhof sieben Einwohner und gehörte zur Pfarrei Dieterskirchen.